# 本気!
『本気!』（マジ!）は、立原あゆみによる日本の漫画、およびそれを原作とした映画、Vシネマ、アニメ作品。1986年から1996年まで、『週刊少年チャンピオン』（秋田書店）にて連載された。また、番外編と続編も描かれており、同社の『ヤングチャンピオン』にて、最終章『本気! 終章 火薬』が、2020年No.3から連載中。少年誌では珍しい本格的な極道漫画である。主人公・白銀本気のキャラクターは少年誌らしい人情感溢れる純粋な正義漢として描かれ、ヤクザ物にありがちな上昇志向やエロ描写、非合法な金儲けは抑えて描かれている。
初期はチンピラの青春ものという雰囲気だったが、徐々にカリスマ的な魅力を持つ極道の物語になった。なおタイトルは「本気（ほんき）」と書いて「マジ」と読む、作者特有の命名法であり、主人公の通称と掛け合わせたダブルミーニングとなっている。
売上部数は1200万部。

## 登場人物
肩書は重複する。重複している部分には強調を施す。
白銀 本気（しろがね まじ）
「しろがね もとき」と読むが、「まじ」と名乗っている。血液型A型。自ら"パープーの本気(まじ)"と称している。生まれは北海道・帯広。
千葉の渚橋(船橋市がモデル)の「渚組」組員。中学時代、憧れだった教育実習の若い女教師をレイプした級友を刃物で刺し、経緯を自供しなかったため少年院に入り、出所後、渚組に入る。ごく初期はお調子者のチンピラだったが、トレードマークになる黒いスーツを着るようになってからは落ち着いたキャラに。持ち前の男気と人情心で人を惹きつけるが、その分敵も多い。本人にその気はないが風組総長の跡目候補。本城久美子に恋するが、自分は極道と一線を引いている。久美子が病に倒れ、余命いくばくもないことを知ると、引退して結婚する。久美子が死んだ後渚組に復帰したが、一生久美子を想い続けていく。久美子と同じ病気に罹患するが、久美子の病気から始まったドナーをめぐる奇妙なめぐり合わせにより、病気は奇跡的に完治する。刺青はバイオリンを弾く観音様(久美子をイメージした)に鯉と髑髏をあしらった物。
渚組チンピラ→風組傘下渚組平河内付若衆(銀バッジ)→渚組(金バッジ)→風組行儀見習→風組組長護衛(赤バッジ)→風組幹部(草書金バッジのNo.13)→極地天道会天組客分→極地天道会天組組長代理

### ヤクザ

#### 風組
風岡 翔（かぜおか しょう）
渚組も属する関東最大の極道の組織「風組」(千葉県八千代本家)総長。ひょんなことで知り合った本気を自分の後継者として見ている。一見とても穏やかな紳士だが、実際は日本中の極道が震え上がる大親分。昭和中期、老舗の組だった岡組と戦後の愚連隊から成り上がった集優会との抗争に巻き込まれ、岡組の跡目を継ぎ、関東を束ねる風組総長となる。
刺青は風神。
本作の前に連載されていた『熱くんの微熱』にも登場しており、スピンオフ出演(世界観は別)。そちらではヤクザの組長兼人気少女漫画家。アシスタントに吉田窓(麻呂)がいることから立原本人のイメージらしい。『本気!』のごく初期のみ風組若頭や側近も『熱くんの微熱』に登場したキャラが使われていた。
さらにスピンオフ作品の『本気!番外編1 風』では、若き日の風岡が風組を作っていくまでの話が描かれている。
第一部最終シリーズでは成り行きで、風組と、風組を破門された本気の元に集まった日本中の若い本気シンパの極道(通称・本気組)との抗争に発展してしまい、それに対し強攻策を打ち出した。表向きは本気との全面抗争を行うが、実は跡目の気がない本気に自分を討たせ、本気に自分の跡を継がせる腹づもりであった。
望月 健次（もちづき けんじ）
風の草書のNo.1。風組代貸兼望月組組長。本気が風組に行儀見習いに来た際に最初に風組の仕来り等を教えた人物。穏やかで、常に本気の味方側にいた人物だが、第一部最終シリーズの“風組対本気組”では本意ではないが本気を潰すべく動く。
旧・岡一家からの古参。
シマ内の住民を大事にし、住民とのコミュニケーションを欠かさない。キャバ嬢・ソープ嬢に対しては「お姫さま」と言い敬意を払っている。
長野 正（ながの ただし）
風の草書のNo.2。風岡の跡目を狙い、後継者と目される本気を目の敵にしてさまざまな罠を仕掛けてくる。最終話で失脚する。
渚音 二郎（なぎさ おとじろう）
風の草書No.2。初代渚組組長。渚組参照。
平河内公平（ひらかわち こうへい）
風の草書のNo.3。渚音二郎より草書を引き継いだ。渚組参照。
小間 勝政（こま かつまさ）
風の草書のNo.4。小間組組長。風岡よりも古参の大親分で、本気を気に入っている。
旧・岡一家からの古参。
山田 主税（やまだ ちから）
風の草書のNo.5。主税会会長。どちらかといえば長野派であったが、基本的に多数派につく風見鶏。
五社谷剛史（ごしゃだに たかし）
筋を重んじる古い極道で、そのためひょんな事から本気の反目に回り、それが風と本気の一大抗争に発展する。その件に関して責任を感じている。
風の草書のNo.6。五社谷組組長。
錦 匠一郎（にしき しょういちろう）
風の草書のNo.7。錦組組長。経済ヤクザで仁義を軽んじる性格。ゆえに長野に利用され本気とぶつかり、敗北した上に自滅同然に草書も失い、長野にも裏切られ全てを失う。
紅花 備前（べにばな びぜん）
風の草書のNo.8。風組最強軍団。風組の中でも、特に戦闘力では群を抜く組で、武装や組員の戦闘力は随一。しかし対外的な戦闘よりも、むしろ内部の秩序維持のために暗躍することが多い。
旧・岡一家からの古参。
赤目 新山（あかめ しんざん）
風の草書のNo.9。赤目組組長。風組きっての武闘派。普段のシノギはサラ金。本気とは対極の性格ながら、風組本家に行儀見習いに来た本気を誰よりも買っており、風対本気の抗争が起こるまで常に本気の側に立っていた。
旧・岡一家からの古参。
広崎 太一（ひろさき たいち）
風の草書のNo.10。広地会会長。風組常任理事。長野派の経済ヤクザで本気とぶつかったが、次郎が広崎の娘の命を救った一件から本気の真意を知り、本気派に。
風巻 久（かぜまき ひさし）
風の草書のNo.11。小風会会長。最初から反長野の本気派。風と本気の抗争では広崎とともに風を抜け、仲を取るための中立的立場に。
占部 清茂（とべ きよしげ）
風の草書のNo.12。豊海組組長。長野派の若手と目されていたが、実は長野に炊きつけられていただけであり、本気の真意を知り本気派に。
白銀 本気（しろがね まじ）
風の草書のNo.13。子組組長。
風の草書のNo.13は他の草書と違い、風岡が岡一家・冨樫竜二の思いを継げる者に託そうと作ったもの。そのため、バッジの書体は同じ草書だが最後のはねの部分が違う。
三樹
谷山（たにやま）
風組相談役。
若頭
物語初期に風岡の周りに居た人物。顔面にバツ印の傷を持つ。セリフはない。
政司（せいじ）
風組本部内に常駐する若衆。風組に行儀見習いに来た本気に付いて身の回りの世話をする。
榛名
風組幹部クラスの構成員には本人にも知られることなく常時付いているという「影のガード」の一人。本気につくガード。
日向（ひゅうが）
風組影のガードの一人。本気につくガード。榛名の相棒。

##### 風組傘下赤目組
赤目 新山（あかめ しんざん）
赤目組組長。風組に行儀見習いに行った本気が、出向していた組の組長。風組きっての武闘派で、組員も強面のメンツが揃っている。街金を経営しており、ヤクザ風のかなり荒っぽい取立てをしていて本気とぶつかったこともあるが、本心は本気をかなり買っており風岡の跡目として見ており協力者となる。が、風組対本気組の抗争で命を落とし、これが抗争終結のきっかけになる。
潮見（しおみ）
赤目組幹部。
後藤（ごとう）
本気が赤目組に行儀見習いとして入った当初は不在だった。不在理由は不明。ゴロまき後藤と呼ばれ、素手のケンカに一目を置かれていた。
当初、本気と諍いがあったが、潮見の立会いの下、和解する。
赤目の死後、赤目組を継承する。
正木（まさき）
日下（くさか）
赤目組組員、2人で共に行動することが多い。シノギは主にサラ金の取立てでその手段は問わない。取り立てた金を小額ピンハネしている。当初、本気がその取立ての方法に付き意見した事から諍いがあったが兄貴である後藤と共に和解した。仕事は迅速。
阿比留次郎（あびる じろう）

##### 風組傘下渚組
渚 音二郎（なぎさ おとじろう）
渚組初代組長。大正の任侠と謳われた大侠客。本気が渚組に入った当初の組長。糖尿病を患い入院するも人工透析中の医療ミスにより死亡。ただし、本当に医療ミスなのか謀略なのかは不明。本気の最初の親分。
葬儀は風葬（かぜそう）という風組本家による盛大な葬儀となった。
平河内公平（ひらかわち こうへい）
本気が尊敬してやまない渚組二代目組長。本気が杯をもらったのは先代組長だったが、杯の直後に病死しており、平河内が実質上の「親」になる。
素人からも敬愛される大親分だったが、集優会･地童が派遣した刺客に撃たれて組長を久里林に譲り引退。以後は伊豆の病院で療養することになった。
刺青は鎧武者、血液型はA型。
久里林 力（くりばやし りき）
渚組三代目組長。渚組若頭兼理事長(忘木伊三郎が出所した時に理事長職は降りる)を経て三代目組長を継承した。穏やかな人物で、風組では役が上の本気とは常に立てあう仲である。
坂上 紀和（さかがみ のりかず）
渚組古参幹部・渚組舎弟頭。跡目相続時、菊地側に付いたが菊地組には入らず渚組に残留。オールバックにサングラス。左こめかみに銃創がある。弟分の平河内が跡目を継いだことを不満に思っており、子分の伊三郎を使って跡目と目される本気をつぶそうと画策したが、本気と和解した伊三郎に諭され、改心。
菊地組解散後、菊地のシマを引き継いだ。渚組の土地扱い担当。
忘木伊三郎（わすれぎ いさぶろう）
通称：忘れの伊三郎。渚組理事長。腕っぷしがすさまじく立ち、殴られると「パァにな」って物忘れをするということで忘れの伊三郎の異名を持つ。
本編当初から菊池組崩壊のころまで傷害で入獄していた。出所当初は坂上の手引きもあって本気を敵視しいじめていたが、本気の本心を理解し、渚を愛することでは負けたくないと後に和解した。
金藤 治（こんどう おさむ）
渚組古参・渚組理事。跡目相続時、菊地側に付いたが菊地組には入らず渚組に残留。
車 越三（くるま こしぞう）
渚組古参・渚組相談役。車組組長。跡目相続時、菊地側に付いたが菊地組には入らず渚組に残留。渚組相談役の役職を務める。渚音二郎親分の兄弟分。ストリップ劇場などのシマを仕切るが、実質は本気がシマ仕切り、食わせている。その後本気へシマを正式に譲った。
粟津 潤平（あわつ じゅんぺい）
渚組理事長補佐。渚組では本気より兄貴分ではあるが、風組の役職では追い越されている。が、本気とは信頼関係で結ばれている。
石本 喜八（いしもと きはち）
渚組幹事長。跡目相続時、平河内側。しかし、舎弟が菊地側に寝返ったため、後の出世はほぼ無くなった。後に新二がドナー探しのため引退すると、渚組の了解を得て舎弟頭として子組へ移籍する。
夏目 京助（なつめ きょうすけ）
渚組本部長・車組幹部。シャブを扱い指を詰めて引退。
山形 邦男（やまがた くにお）
本気の最初の直系の兄貴。物語初めで極道の世界から足を洗い、焼き鳥屋の店主となる。
足を洗った理由は第二子の誕生により極道の世界に身を置けなく感じたため。
しかし、一般人になっても本気が山形を慕う事は変わらず、事ある毎に本気は相談をするために山形経営のやきとり屋に足を運んでいる。
桃次（ももじ）
本気の最初の兄貴。見栄っぱりのチンピラで唯一の弟分の本気をこきつかっていた。抗争で山形が刺された事により、独断で集優会の今清水を討ち取るべく襲うが、返り討ちに遭い、死亡。
青木（あおき）
忘木伊三郎の下。
阿久津（あくつ）
忘木伊三郎の下。
大門（だいもん）
忘木伊三郎の下。
高田（たかだ）
忘木伊三郎の下。
島岡（しまおか）
忘木伊三郎の下。
上田（うえだ）
金藤の下。集優会との抗争中に刺殺される。
小山（こやま）
金藤の下。
達也（たつや）
金藤の下。上田の舎弟分。
キツネ
石本の下。
小森（こもり）
石本の下。
目白（めじろ）
通称：目っちゃん、目玉。石本の下。堅気になって平河内の身の回りの世話をする。
モンキ
石本の下。
サル
石本の下。

##### 本気の舎弟分、後の風組傘下渚組分家子組
吉村 喜八（よしむら きはち）/おっちゃん
本気の最初の弟分。弟分と言っても本気とは親子ほどの年上で普段は本気が「おっちゃん」吉村が「本気さん」と呼んでいた。
以前、経営していた給食センターで食中毒を出し、多額の借金を抱えていた所を平河内に拾われ、本気の下についた。本気から貰ったお金で借金を返済し、極道の世界から足を洗ったが渚橋戦争終結後、浩行の仇討に単身菊地組に殴り込みをかけ、菊地と刺し違えた。
遺体は彼の故郷の菩提寺に埋葬された。
車谷 新二（くるまたに しんじ）
矢印と同じく元・長谷川の下。当初は菊地に付いていた長谷川の指示通りアンチ平河内側だったが渚組への思いのために直談判して本気の下に入った。年齢は本気より上。商才があり、本気の不在時にはシマを守っていた。イチモツはかなり大きいらしい。後に副幹事まで役が上がるが、本気のためにドナーを探すため足を洗う。血液型AB型。
矢印（やじるし）
新二と同じく元・長谷川の下で本気より年齢は上。モヒカンで大柄。ケンカをさせれば本気と甲乙付けがたいつわもの。血液型A型。もっとも長く本気の下にいる組員。
阿比留次郎（あびる じろう）
本気が渚の兄弟組「赤目組」に行儀見習いに行った際、組の金を持ち逃げしたことで捕まったが、本気に助けられ以後舎弟になり、本気と共に成長しよき右腕となっていく。射撃の腕前は一級品。本気には秘密の親衛隊「気志団」のリーダーでもある。車の趣味はハデ。刺青はアナコンダと本気の大紋、伊勢海老、蟹をあしらった物。
工藤 金造（くどう きんぞう）
本気が風組に行儀見習いに行っている間に本気を慕って渚組員になった。
集優会との抗争で本気を庇い死亡。
夢作（ゆめさく）
本気が風組に行儀見習いに行っている間に本気を慕って渚組員になった。
本気入獄中のシノギなどを仲間にもソース不明ながら確実に入れ、商取引に明るいほか、久美子のガードもこなすなど頼りになる存在である。
渚組では次郎より先輩であり年長で、教会の子供たちの扱いでも次郎に「大人だ」と尊敬される。

##### 風組傘下渚組分家菊地組
菊地（きくち）
平河内の弟分。渚組を我が物にしたいがために事前に根回しをするなどの策士。跡目争いの一件で渚組に居辛くなり分家として菊地組を立ち上げるも渚橋戦争終結後、暗殺され死亡。
木村（きむら）
菊地の右腕。跡目相続時に平河内に対し異論を唱え始めた人物。
菊地組発足時に渚組を離れてちょっかいを出すが逆に本気に叩きのめされる。
長谷川（はせがわ）
新二・矢印の直系。跡目相続時、菊地側に付き、菊地組発足と同時に渚組から離れる。
今村（いまむら）
跡目相続時、菊地側に付き、菊地組発足と同時に渚組から離れる。
風岡と本気の教会での繋がりに何か不安を感じていた。
渚橋戦争終結後もシマを越境して不動産がらみで素人に入れ知恵をしていた。
小谷（こたに）
渚組の金バッジ。山形引退の折には競馬場のシマを引き継いでいた。しかし、渚音二郎の死亡の際、ちょうど詰めていた当番であったため、制裁を受けている。
平河内直系の子分でありながら菊地側の人間で跡目を決める際の多数決では菊地側に付き、菊地組発足と同時に渚組から離れた。
その後、何度か渚組に対しちょっかいを出すが本気に右手を斬り落とされ、さらに菊地を裏切るセリフを口にしてそれを録音され、引退させられた。
妻と子供が居る。
港川 六助（みなとがわ ろくすけ）
本気と渚組内で同じ時期に杯を交わし、銀バッジを貰った。菊地の弟分。美形でオンナを仕切る役割を持っていたが久美子に手を出した事が発覚し、本気の怒りを買い、顔面にバツ印の大きな傷を負う事となる。その傷が原因で本気は左小指を詰める事となる(平河内に無断での指詰めのため、市川医師のもとで接合手術されている)。菊地組立ち上げに際して渚組を離れた。平河内暗殺の鉄砲玉として現れたが本気に止められ、ヤクザから足を洗うことを条件に組抜けする。その後、大阪に流れ付いたがマジから負った傷で堅気にはなれず結局ヤクザのままだった。本気への思いと組への義理立ての狭間に悩みつつ本気と対決する。最終的には本気の盾となって銃弾を浴び死亡する。本気のただ一人といえる「同期」の極道。
菊地組新入り
パチンコ屋で暴れたり問題を引き起こそうとしたが、あっさり見破られ返り討ちにされる。
染夜 壮志

#### ソメヤ・エンタープライズ
染夜 壮志（そめや そうし）
本気のライバル的存在。
集優会を破門になり菊地組舎弟頭となるなど対立する事が多いが、吉村の菊地暗殺時や、本気の服役中など本気への手助けをする事もある。
染夜曰く持ちつ持たれつ。欲の無い本気をうまく利用し、利益を上げている。インテリヤクザ。
時には敵、時には味方というキャラクターだったが、最終シリーズで彼の本心を本気の前で吐露するシーンがある。

#### 集優会
西田繁太郎（にしだ しげたろう）
集優会二代目会長。
更草 淳造（さらくさ じゅんぞう）
集優会舎弟頭・更草組組長。
地童（じどう）
集優会若頭・地童組組長。
生井沢誠衛（いくいざわ せいえい）
集優会幹部。蟹里会二代目組長。今清水を個人的に疎ましく思っていた。組織的な対立を抜いて本気とうまく付き合おうとした。
港の作業員の件で赤目組後藤と争っていたが、染夜に隙をつかれて港の権利を奪われてしまった。
集優会と渚組の抗争が激化した時に集優会を脱退。
鷺尾（さぎお）
集優会幹部。
百田（ももた）
集優会幹部。やきとり鳥源の地上げを巡って本気と争った。地上げの際に執拗に源じいちゃんおよび学校の先生に対し嫌がらせを行い、更に先生に対しては暴行を指示したとして本気の怒りを買い、本気に襲撃された。最終的には元身内である染夜に粛清され、失脚する。
今清水（いましみず）
集優会組員。連載序盤、山形を刺し、桃次を殺した張本人。当初は名前が出なかったが本気が赤目組に行儀見習いに来た際に再会し、名前が出た。
シノギは競輪の八百長、港の作業員の斡旋とその給料のピンハネ。
桃次の件は組織の上部でカタがついていたため、本気は殺すことは出来なかったがシノギを奪うことによって今清水を陥れた。
幹部的存在だったが三下に成り下がった。
御子神（みこがみ）
風組広池会系木曜会の下部団体に成り下がった時の集優会組長。浅葉・加藤の兄貴分。
高綱（たかつな）
浅葉・加藤の兄貴格。
加藤（かとう）
浅葉（あさば）
畑中 俊（はたなか しゅん）
高綱に言われ本気を狙う。本気に説得され故郷へ帰る。
吉田（よしだ）
今清水の下。
青柳（あおやぎ）
鶴間（つるま）
染夜 壮志
多田 一世（ただ いっせい）
集優会茨木組組員。本気と刑務所で出会い、集優会を見限り本気の舎弟となった。
舟組の刺客・野首修から本気を守り死亡。

##### 集優会更草組
更草淳造
阿原井（あばらい）
更草組若頭。

##### 集優会地童組
地童
西田の側近。西田の死と相前後して台頭する。西田の命と共に本気を排除する事を企み、本気が西田を殺さなかったとなるや高綱に西田を殺させてまで罪を着せようとした策謀家。草書No.2の長野をバックにして本気の収監中に何かと渚組へ難癖をつけるが最後には全て露見し風組に破門され、最後は護送中に殺される。
荒路
最初は次郎と対立をしていたが、後に和解し組には隠して次郎と共同で仕事をするようになるが、そのことが露見して殺される。
緑山（みどりやま）
市役所職員の森田が本気を痛めつけるために呼んだヤクザ。始めは緑山が優勢だったが、後半本気に一方的に痛めつけられ、半殺しにされ入院した。地童組組員・「チキンクラブ」店長・集優会(御子神組長時)組員を経て染夜エンタープライズをバックに緑山組を名乗った。その後高綱に刺殺される。

#### 銀竜流会
情次（じょうじ）
銀竜流会のオンナを仕切る。
一色（いっしき）
田島モータース乗っ取りの実行犯。社長の一人娘である春枝と結婚し内部から画策した。

#### 極地天道会
飛田 英希（とびた ひでき）
極地天道会若頭。『本気!サンダーナ』では会長。雷音組襲名披露に出席。『本気!II』では本気と五分の兄弟に。

##### 極地天道会天組
天組
天組組長。正式名称は不明。助平だがとても優しい性格で地域の人からも慕われている親分。柚葉の実父。本気に跡目を譲り引退。
市辺（いちべ）
天組若頭。通称：イチベエ。普段はひょうきんな性格だが、いきなり天組のNo2になった本気を妬むでもなく、土地を守ることを最善に考え受け入れている。天組の跡を継いだ本気と義兄弟の盃を結ぼうとしたが、天組の跡目をいずれ市辺に譲ろうと考えた本気により杯上では「子」となるが、本気とは友情で結ばれており、風対本気の抗争では天組として馳せ参じている。
和仁（わに）
折戸（おりと）
一（はじめ）
前田（まえだ）

##### 極地天道会図譜組
図譜猪佐男（ずふ いさお）
極地天道会理事長補佐・図譜組組長。当初は天組と対立していたが、後に本気シンパとなる。『サンダーナ』では天道会分裂時に飛田の側ではなく種倉派に付くが、実は飛田派のスパイとして潜り込むための行動で、抗争終結と同時に佐崎に跡を譲り引退する。
佐崎 慶二（さざき けいじ）
図譜組若頭・泉微組二代目組長。泉微が潰された後、泉微組を継承。『本気!サンダーナ』の終盤で図譜組二代目組長になる。
義広（よしひろ）
図譜組のチンピラ。図譜の意図通りに本気にことあるごとにつっかかっていってたが、図譜との和解とともに仲間になり、後には気志団のメンバーに。

##### 極地天道会泉微組
泉微（せんび）
泉微組組長。天組と抗争後、引退に追い込まれるが潮紋会舟組に泣き付く。
港川 六助
泉微組若頭。元・渚組若衆の菊池の下。渚組時代、本気のルームメイトであり、唯一の同世代の仲間。女で食うタイプの極道で、久美子を毒牙にかけようとした際に本気に顔面に大きな傷をつけられる。のち、大阪で敵組織の組員として再会、お互いに相手に討たれるつもりで決闘に臨むが、待ち伏せていた泉微組員が本気を銃撃するのを盾になり、死亡する。
源次
慎

##### 極地天道会春町組
春町組
本名不詳。春町組組長。本気が大阪に来たころ、天組と対立していた。潮紋会舟組との抗争の時は本気達と同盟した。

##### 極地天道会墓組
奈落
黒毛組のシマ荒しをした。後に本気組と風組との対立時に、図譜組の下部組織に所属する本気シンパのチンピラに射殺される。

#### 雪見会
福島 雪美（ふくしま ゆきみ）
雪見会会頭。手打ちの仲裁人として度々登場する。福島翁。
千葉 裕和（ちば ひろかず）
雪見会・千葉一家組長。久里林力の渚組三代目組長継承の時に媒酌人を務めた。
長月
福島雪美のガード役を務める。
天崎
雷音会・若獅子会会長。小宮の舎弟分の外兄弟。

##### 雪見会烏組
烏間(からすま)
雪見会・烏組組長。本気が客分として身を寄せていた時には獄中にあり、出所後に本気を追い出す。
後にそのことを福島翁に咎められ組長職を失った。
葉山
雪見会・烏組組長代行。烏間破門後は烏組組長。本気の外兄弟で葉山が兄貴分。
関谷
田代
松尾

#### 犭会（けもの会）
壁村 耐三（かべむら たいぞう）
犭会初代会長で「あばよ白書」の舞台である猩猩組組長。仲裁人や媒酌人として度々名前が挙がる。名前の由来は『週刊少年チャンピオン』の元編集長壁村耐三から。『本気!』シリーズへの初登場は『本気!サンダーナ』。登場時は「あばよ白書」の主人公であった若頭の島野航が壁村を隠居と呼んでおり、跡目相続がされた模様。

### オンナ達
桃次のオンナ
本気の最初の兄貴のオンナ。桃次の葬式を済ませた後、本気と一晩を共にする。本気の童貞喪失の相手。数年後、福岡で屋台の飲み屋経営者と結婚しており、たまたま訪れた本気と再会した。
スナック紅のママ
本気の最初のオンナ。一時、本気と同棲するが久美子が訪れた時に本気の本命が自分でない事を悟り本気と別れる。
本気が風組に行っている内に堅気の人間と結婚し、紅は別の人間に譲り主婦となった。
七美（なみ）
渚祭りの時に港川六助と知り合った高校生。暫く普通に付き合っていたようだが、ある日六助に無理矢理抱かれてしまう。
しかし、その後、六助に丸め込まれ、キャバレーで働かせられ貢がされる。
六助が顔面に傷を負い、菊地組を去ることになっても献身的に六助に添い遂げる。新天地で六助に収入が無い時もソープで働くなどして六助を支えたが、ある日勤め帰りの途中で交通事故にあい死亡する。
さくら
風組代貸の望月のオンナ。高級クラブのホステスとして勤めている。望月を「もっちゃん」と呼ぶ。
性格が底抜けに明るいため、言動についてしばしば望月に窘められる。
美雪（みゆき）
阿比留次郎の最初のオンナ。チンピラ時代から同棲し、次郎を陰で支えた。若い割には出来た女性。
本気の護衛と言う次郎の立場上、対外的に狙われやすい環境にあり拉致、暴行の被害に遭遇してしまう。
暴行被害を受けた後、精神的に男性恐怖症(SEXを拒絶)となり次郎の計らいで別れる事となった。
次郎と別れた後、喫茶店のマスターと付き合うこととなった。
恵子（けいこ）
競輪選手紺野紘一を八百長させるように仕掛けた今清水のオンナ。
今清水が失脚すると同時に紺野にその素性がバレた。
後藤のオンナ
港の権利を保守するべく後藤が質入しようとしていた所を本気に助けられた。
洋子（ようこ）
田島モータース社長の淫行の相手。実は家出娘で銀竜流会の情次のオンナ。

### 一般人
本城 久美子（ほんじょう くみこ）
本作品のヒロイン。渚橋に住む社長令嬢。天真爛漫で優しい女の子。血液型A型。本気を極道と知りながら惹かれていく。バイオリンを嗜み発表会など参加していた。また、ボランティアで孤児院で子供達の世話もしていた。白血病に侵されており、本気と結婚するという夢を果たして死ぬ。
教会
鈴木すずめ（すずき）
本作品の第2のヒロイン。初期では幼いがその成長と共に母親と慕っていた久美子と同じように本気に惹かれてゆく。
幼いころより利発で活発な性格。一度、里親が決まったが教会を離れたくなく幼いながら名古屋から新幹線で東京駅まで帰ってきた。その後、銀次・夏と同年代のため、よく行動する。時折、本気と2人だけの秘密を交わす事もしばしば。
鈴木 銀次（すずき ぎんじ）
孤児院のムードメーカー的存在。性格はいたって腕白な少年。食い気と遊びっ気が何よりも最優先するので周囲にたしなめられる事も少なくない。
鈴木 夏（すずき なつ）
銀次と同い年の腕白な少年。銀次とよくコンビを組んでいる。
ひすべ
夏・銀次よりも年上だが太っていておとなしい少年。
利一（りいち）
孤児院の最年長。長身の男の子。周囲の同年代の子供達とは仲が悪かったが少年野球を通じて打ち解けるようになった。
早苗（さなえ）
ぽっちゃりした少女。利一の次に年長で、教会ではお姉さん的存在。のち、利一と恋仲になる。
アーくん
アキラ。やっと言葉を話せる程度の赤ん坊だが、まもなく母親が現れ、引き取られる。すずめに懐いていた。
シスター
久美子の礼拝する教会・孤児院のシスター。本気の初めてのミサの時、本気の祈る姿を目に止めて声をかけてきた。
その後も何度か本気の相談を受けている。
パセリ
本気が拾った野良猫。本気が大阪に行く際に久美子に託される。その後、子猫を産む。
名付け親は教会の子供達。
市川（いちかわ）
通称「やくざ医者」。渚町の赤ひげ先生。極道も震え上がる医者だが外科の技術は天才的。久美子や本気の主治医。
極道の治療も受けるがしばしばお灸を据える意味も踏まえて麻酔無しで施術する事がある。
浩行（ひろゆき）
本気がチンピラだった時代から彼を慕っていた少年。複雑な家庭事情からグレ始め、この時点で殆ど家には帰っていない。母親が再婚したが義父とは不仲。義父の連れ子の義弟とは仲がいい。何度かの停学処分を受けた後、退学となる。本気に「子分に」と直談判するが本気は浩行をヤクザにする気は無く、就職先を斡旋した。しかし、渚橋戦争勃発後、浩行は菊地組にトラックで突っ込みをかけてしまう。そんな浩行を守るために本気は仕方無く浩行を子分とする。しかし、とあるスナックでの会話から浩行が突込みの張本人である事が菊地組にバレ、拉致、殺害されてしまう。
頭部裂傷16cm・全身打撲、特に右下奥歯損傷、左肋骨骨折。胸部刺傷21cm、左小指第二関節より欠損
死因 胸部刺傷による出血多量
尚、遺体は一度渚組に戻り葬儀、火葬を済ませた後に母親に遺骨が返された。
三郎（さぶろう）
当初は浩行と一緒に本気を慕ってロマンボーイに入り浸っていたが浩行の退学前後から浩行と行動しなくなる。
浩行の退学、葬式の時には浩行に対して何も出来なかった自分に後悔の念を抱いている。
山形 美鈴（やまがた みすず）
山形邦男の長女。次郎に惚れている。
山形の妻
物語初期に妊娠。後に長男を出産。
森田（もりた）
市役所の市民（住民）課係長。スナック紅で騒ぎを起こしていた所を本気に仲裁に入られ暴行を働く。その後、紅の支払いを取り立てに来た本気に対し集優会のチンピラに本気潰しを依頼するが返り討ちに遭い借金をサラ金等で返済させられた。
本気が借金取立ての際電話をした時は「市民課」と言っているが市役所で呼んだ時は「住民課」と言っている。どちらが正しいかは不明。
金魚屋のじいちゃん
渚祭に毎年金魚屋を出展する老人。しかし、くじ運が無く、連続で通りの寂しい位置で出展しなければならなかった。毎年、祭りのたびに出会う本気の極道としての成長ぶりに目を細めていたが、幾度目かの祭りの際にはすでに亡くなっていて本気を寂しがらせた。
久美子の母親
娘の久美子と本気との関係を見守る心優しき母親。人間を見る目は確か。
久美子を埋葬した際、娘として、女としての幸せを本気に説いた。パセリは本城家に引き取られた。
久美子の父親
本城財閥の重鎮であるが娘に対しては不器用な父親。本気から久美子への電話に心配する場面もあった。本気に手切れ金を出して別れさせようとしたが、最後は結婚を認めた。
京子（きょうこ）
フォックス・テールに勤める女。小谷の本気暗殺計画時、電話で呼び出しの際、久美子の役を演じた本人（電話を受けたのは矢印なので久美子との区別が付かなかった）。本人は悪気があってやったわけでなく悪ふざけでやってしまったことを後に反省した。
渚北高校校長
浩行のために真摯な態度で嘆願する本気に誠意を持って話をした人格者。教師として無力を感じつつも本気の行動に浩行の行く末を願った。
今岡（いまおか）
東々不動産社員。スナック紅のママを通して本気に正規の支払いを済ませ、買い取った土地の住人の立ち退きの依頼をする。
川崎夫妻（かわさき）
東々不動産との土地の契約が交わされたにもかかわらず、契約後の土地の高騰に目がくらみ先住権を主張して立ち退きを拒否していた。
本気と入れ知恵をしていた今村の交渉により東々不動産から5千万を追加で受け取ったが丸々今村に取り上げられてしまった。
風岡の娘
風組総長風岡翔の娘。行儀見習いに来た本気に好意を抱きクッキー等の差し入れをする。
田口（たぐち）
赤目組から大口の借金をしていた会社社長。借金の理由は若い愛人に貢いでいたために会社の金も持ち出してしまったため。
赤目組の督促から逃げようと愛人宅に現れたところを本気に見つかり捕まった。
いずみ
田口の愛人。金にうるさい。
島ちゃん
スナック セーラのママ。オカマなのでマスターと呼ぶと怒る。
次郎と仲がよく、仕事の話を次郎に流す。
源じいちゃん
やきとり鳥源の店主。集優会に地上げで脅されていた所を本気によって救われた。
売った土地の売上は本気と折半した。
小学校の先生
やきとり鳥源の2階に住む先生。鳥源地上げの際に集優会から暴行を受けてしまったが気丈にも再出発を心に誓う。
本気に惚れている。
紺野 紘一（こんの こういち）
競輪選手。集優会の今清水の指示で八百長をしていた。今清水の呪縛から解き放たれるべく本気の指示で裏切って真の勝負に出た。
田島（たじま）
田島モータース社長。赤目と知人の間柄。淫行で脅迫を受けている所に赤目経由で本気に助けを求めた。
後に淫行が会社内にバレ、銀竜流会の目論見通りに社員がストで機能停止に陥るが、本気によりその目論見が露見し、最悪の事態は免れた。
田島 春枝（たじま はるえ）
田島モータース社長の一人娘。一色に騙されているとも知らずに婚姻届を提出してしまった。
利用されている事を告げられたが、その事を認めることはすぐには出来なかった。
警察
石神 治（いしがみ おさむ）
渚署暴力犯係。街の治安を守る人情デカ。当初は本気を捕まえると宣言していたが次第に本気の人柄に惚れ、「この街(渚街)はヤツの優しさで守られている」と発言するほどに。警察内ではしばしば行動が問題視される事もある。
五木田（ごきた）

## 組織
詳細は本気!に登場する組織一覧を参照
風組 - 関東
組長：風岡翔
全国の組織を束ねる大組織。元は小さな組であったが風岡が後継し急成長した。
- 長野組

組長：長野正
長野失脚後に紅屋組に移籍。
下部団体の月島組・江戸川組は『弱虫（チンピラ）』の舞台である。
- 望月組

組長：望月健次
『恋愛（いたずら）』の舞台でもある。
- 渚組

初代組長：渚音二郎
二代目組長：平河内公平
三代目組長：久里林力
- - 渚組分家菊地組

組長：菊地
渚組跡目問題から立ち上げた組。系列上渚組の分家とされるが渚組を敵対視している。菊地独自の人脈で集優会につながりがある。
渚橋戦争終結後に組長菊地が暗殺され事実上解散する。
- 小間組

組長：小間勝政
下部団体の雨組は『東京』の舞台。
- 主税会

会長：山田主税
- 五社谷組

組長：五社谷剛史
- 錦組

組長：錦匠一郎
- 紅花組

組長：紅花備前
風組最強軍団
- 赤目組

組長：赤目新山
- 広地会

会長：広崎太一
- - 西海組
  - 射手組
  - 海猫組
  - 観音組
  - 木曜会
- 小風会

会長：風巻久
- 豊海組

組長：占部清茂
- 集優会

初代会長：南部
二代目会長：西田繁太郎
風組の前身組織の渚会・岡一家との抗争を経て、風組傘下の二次団体となった。
風組傘下脱退し渚組と抗争した。
渚組との抗争後、壊滅的状態に追い込まれ風組広地会傘下木曜会の下部団体となった。
- - 更草組

組長：更草淳造
- - 地童組

組長：地童
- - 蟹里会

二代目組長：生井沢誠衛
- 黒砂組

広地会との抗争時に許しを経て本気が客分として身を寄せた組。広地会と対立しており、風組本家が仲裁に入った時に本気へ跡目相続されて本気が組長となる。
- 勝組 - 北海道

本気の同級生の八島猛が所属する組織。
- 濁組

組長：久慈雷蔵
『極道の食卓』の舞台となった組で、『本気!外伝 クジラ』で久慈雷蔵と白銀本気の関係が語られる。
羆組 - 北海道
二代目組長の月の輪組長が狙撃され死去した直後から本気が三代目を受け、狙撃を依頼した組内部の割り出しと粛清までの短期間を羆組三代目として務める。
初代組長：北島熊次
二代目組長：輪島十
三代目組長：白銀本気
四代目組長：則松
- 月の輪会
- 黒毛組

雪見会 - 東北
会頭：福島雪美
下部団体の日輪組は『花火』の舞台。
- 千葉一家

組長：千葉裕和
- 烏組

組長：烏間
二代目組長：葉山
関東一円会 - 関東
会長：酒井渉 他
『JINGI 仁義』の舞台で、『本気!』では詳細は描かれない。
犭会（けもの会） - 東海
初代会長：壁村耐三
六代目会長：喜多見佐一
『あばよ白書』の舞台で、詳細はそちらで描かれている。
- 猩猩組

組長：壁村耐三
組長代行：島野航
雷音会 - 佐渡
三代目会長：番場勝波
四代目会長：久慈圭吾
- 若獅子会
- 小獅子会
- 獅吼組

極地天道会 - 関西
初代会長：明戸
二代目会長：柿川佑樹
- 飛田組

組長：飛田英希
種倉組
組長：種倉二三雄
- 新宮組
- 鐘組
- 図譜組

組長：図譜猪佐男
- 泉微組

初代組長：泉微
二代目組長：佐崎慶二
- 去来組
- またてん会
- 津島組
- 玉仁会
- 柿川組

白銀本気が関東所払いとなった時に受け入れた組織。
- 春町組

紅屋組 - 関西
組長：副島泰成
風組長野組に肩入れしている。
潮紋会 - 四国
会長：潮屋
関東や関西に橋頭堡を築くために風組や極地天道会の内部抗争に首を突っ込んでくる。
- 波間組

『当選』の舞台になった場所の地元組織
- 舟組
- 中組

鷲組 - 九州
鐘馗塾の出身母体。
先代組長はヒットマンにより射殺されている。
流会 - 中京
- 銀竜流会

名古屋に本家がある。
本気組
- 気志団
  - 鐘馗塾
  - 希宝塾
  - 信州本気組
  - 横浜本気組
  - 松阪本気組
  - 姫路本気組
  - 福山本気組

## 戦争・抗争
渚橋戦争（～34話）渚組vs菊地組
渚組の跡目問題から発展した戦争。風組組長・風岡の計らいで平河内公平が跡目を継いだことに不服を感じていた菊地が渚組の分家を名乗りつつ渚組を潰してしまおうとした事が発端。風岡の立会いの下、手打ちがなされたに見えたが戦争の途中に起こした突っこみの実行犯が浩行と言う事が菊地にバレ、拉致殺害される。その後、本気よりも先に吉村（おっちゃん）が単身菊地組に殴り込みをかけ、菊地暗殺に成功するもおっちゃんも帰らぬ人となった。
- 渚橋戦争死亡者

浩行
吉村喜八（おっちゃん）
菊地 菊地組組長
以上 渚組2名／菊地組1名

## 施設・設備
渚橋
ロマンボーイ
本気が渚組内で任せられていたポルノショップ。
教会の子供達が成長するにつれて本気は精神教育上の判断から閉める事を決意する。
スナック 紅
本気の守るシマの中にあるスナック。一時期、本気はママとデキていた。
教会
孤児院も運営する。途中、地上げに遭うが風岡が買い取って存続。
やきとり美鈴
足を洗った山形の店。店の名前は長女から。
くいしんぼ
本気と風岡が初めて出合った店。
船寿司
渚組が懇意に使っている寿司屋。
キャバレーエルドラード
六助のオンナである七実が働いていた店。キャバレーとあるが性風俗も扱っているようだ。
リバティ
駅前の喫茶店。六助のシマ内にある店
Fox Tail（フォックス・テール）
渚組が懇意に使っているキャバレー。従業員の女の子はバニーの様なコスチュームを着ているが兎ではなく狐仕様のコスチュームを着ている。
値段は周囲の店よりも高額らしく幹部クラスからの誘いが無い限りチンピラは別の店に入っていた。
県立渚橋病院
渚音二郎が緊急入院した病院。後に様々な舞台となる。
たこ焼き屋
新二と矢印のシノギ。集優会および菊地組の監視も兼ねていた。
スナック セーラ
次郎が赤目組時代に行きつけだったスナック。オカマのママ（マスター）がいる。焼うどんが美味しい。
後にテナントビルが地上げに遭い、店を閉めることとなる。
やきとり鳥源
源じいちゃんが店主を務める老舗のやきとり屋。土地を不動産屋が狙っており集優会が嫌がらせをしていた。
裏メニューで「とりのどんどり」がある。
FOX
利一の所属しているリトルリーグのチーム
田島モータース
赤目の知り合いの経営する自動車工場。銀竜流会に狙われていた。
東郷不動産
教会および孤児院の土地を売買しようとしていた不動産。最終的には風岡と売買契約を結んだ。

## イベント
渚祭
毎年一回行われている渚の祭。神輿、出店などで賑わい、メインイベントには光舟が出る。

## シリーズ作品
- 本気!（マジ!） - 『週刊少年チャンピオン』（秋田書店）連載
- 本気!番外編1「風」 - 『週刊少年チャンピオン』（秋田書店）連載
- 本気!番外編2「命」 - 『週刊少年チャンピオン』（秋田書店）連載、1997年40号 - 1997年47号
- 本気!番外編3「SOS」 - 『週刊少年チャンピオン』（秋田書店）連載、1998年33号 - 1998年42号
- 本気! II - 『週刊少年チャンピオン』（秋田書店）連載、1998年6号 - 2000年44号
- 本気!サンダーナ - 『ヤングチャンピオン』（秋田書店）連載、2002年20号 - 2005年21号
- 本気!雑記 - 『週刊少年チャンピオン』（秋田書店）不定期連載
- 火薬 - 『ヤングチャンピオン』（秋田書店）読切掲載、2010年24号　-　『JINGI』と『本気!』のクロスオーバー作品　／  『仁義 零 JINGI ZERO』 第8巻に収録
- 本気!外伝　クジラ『プレイコミック』（秋田書店）連載、2013年3月号 - 2014年6月号　-　『クジラ 極道の食卓』と『本気!』のクロスオーバー作品
- 本気（マジ）! 終章 火薬 - 『ヤングチャンピオン』（秋田書店）連載、2020年3号 -

時系列は『風』 → 『本気!』 → 『命』 → 『本気!II』 → 『本気!サンダーナ』 → 『火薬』（読切） → 『クジラ』→『終章 火薬』の順で、『SOS』は『本気!II』の間のエピソードにあたる

シリーズ作品ではないが、『JINGI』シリーズ、『あばよ白書』、『花火』、『当選』、『弱虫（チンピラ）』、『東京』、『恋愛（いたずら）』、『極道の食卓』なども同一の世界観で描かれている。『弱虫（チンピラ）』の終盤には白銀本気の登場シーンもある。

## 映像化作品
1990年に劇場公開用にアニメ作品が制作され、その後続編2作（抗争編・立志編）がOVA化された。1991年には東山紀之の主演で実写映画化された。また、石橋保の主演によるVシネマも多数製作されている。Vシネマ版は最初の方の作品は原作に近い展開になっているが、話が進むに連れオリジナルのシナリオになってきている。

### アニメ版

#### アニメ版キャスト
- 緒方賢一
- 大友龍三郎
- 組長：肝付兼太
- 平河内公平：玄田哲章
- 車谷新二：小林通孝
- 白銀本気〈初代〉：塩屋翼
- 嶋俊介
- 染夜壮志：鈴置洋孝
- 風岡翔：土師孝也
- 矢印：福田信昭
- 本城久美子：本多知恵子
- 山口勝平
- 白銀本気〈2代目〉：山寺宏一
- 弥生みつき
- 渡部猛

#### アニメ版スタッフ
- 監督：宮崎一也（劇場版）、中山春夫（抗争編）、関田修（立志編）
- 脚本：仲倉重郎（劇場版・抗争編）、南部英夫（立志編）
- キャラクターデザイン：井口忠一（第1作）、
- 作画監督：なかじまちゅうじ（劇場版）、東海林真一（抗争編）、越智信次（立志編）
- 美術：石渡俊和
- アニメーション制作協力：J.C.STAFF（立志編）

### 映画版
1991年に東映の製作・配給により、東山紀之の主演で映画化された。上映時間は96分。

#### 映画版キャスト
- 白銀本気：東山紀之（少年隊）
- 本城久美子：小島聖
- 風岡翔：渡瀬恒彦
- 港川六助：坂上忍
- 平河内公平：室田日出男
- 菊地：西岡徳馬
- 吉村喜八：川谷拓三
- 山形邦男：火野正平
- 小谷：安岡力也
- 桃次：寺島進
- 矢印：安藤麗二
- 車谷新二：三浦貴臣
- 長谷川：佐藤仁哉
- 木村：内田勝正
- 近藤：飯島大介
- 順子：高樹澪
- 桜子：入江若葉
- 七美：鈴木和枝
- 今清水：成瀬正孝
- 組長：浜村純
- 居酒屋「くいしんぼ」の親父：藤田まこと

#### 映画版スタッフ
- 監督：吉川一義
- 脚本：笠井健夫
- 音楽：渡辺俊幸
- テーマ曲：THE BLUE HEARTS「シンデレラ（灰の中から）」
- 企画 ：岡田裕介、増田久雄
- プロデューサー：小島吉弘、空閑由美子
- 企画協力：プルミエ・インターナショナル
- 製作：東映、テレビ朝日

### オリジナルビデオ版
1994年開始、2004年まで製作。一話完結スタイルの典型的な極道ものビデオ作品。原作をかなりアレンジしているが、本気のストイックで義侠心のあるキャラクターや渚橋（実際に劇中登場する“赤橋”近辺を舞台にしている）などは原作を反映している。子組組員が一定ではなかったり、また風組幹部の赤目新山が本気の最大の理解者として原作よりも出番が多く登場する。原作人気もあり、またオリジナルビデオ作品としてまとまりのあるリメイクが功を奏し全30巻の長期シリーズとなった。

#### オリジナルビデオ版キャスト
- 白銀本気：石橋保
- 本城久美子：久我陽子
- 風岡翔：西岡徳馬
- 市川医師：藤木悠
- 矢印：長岡尚彦（2話〜14話）
- 車谷新二：沢井小次郎（2話〜14話、21話）
- 次郎：栗原雅治（2話〜14話）
- 北脇：賀川黒之助（15話〜30話）
- 夢作：小野寺丈（15話〜30話）
- 九：天野浩成（15話〜20話）
- 鈴木銀次：三上大和（21話〜30話）
- 夕夏：西初恵
- 平河内公平：清水紘治
- 菊地：中尾彬
- 赤目新山：誠直也
- 山形邦男：山田辰夫
- 染夜壮志：本田博太郎

#### オリジナルビデオ版スタッフ
- 製作：瀬島光雄
- 撮影：宇田川満、長沼六男、羽方義昌、満井坦彦、中坊武文、内田清美
- 美術：佐藤廊亮
- 照明：小中健二郎、岡本秋夫
- 装飾：坂本享大
- 録音：大庭弘、土屋和之
- 音楽：村山竜二
- 監督：村田忍
- 制作：日本映像、徳間ジャパンコミュニケーションズ